# 피아첸차도
피아첸차도(이탈리아어: Provincia di Piacenza)은 이탈리아 에밀리아로마냐주의 도이다. 도청 소재지는 피아첸차이다. 면적은 2,589 km2, 인구는 284,885(2008)이다.